# Tawin Hanprab
Tawin Hanprab (1 de agosto de 1998) es un deportista tailandés que compite en taekwondo.
Participó en los Juegos Olímpicos de Río de Janeiro 2016, obteniendo una medalla de plata en la categoría de –58 kg. Ganó una medalla de bronce en el Campeonato Asiático de Taekwondo de 2018.

## Palmarés internacional
| Juegos Olímpicos    | Juegos Olímpicos             | Juegos Olímpicos  | Juegos Olímpicos |
| Año                 | Lugar                        | Medalla           | Categoría        |
| ------------------- | ---------------------------- | ----------------- | ---------------- |
| 2016                | Río de Janeiro (Brasil)      | Medalla de plata  | –58 kg           |
| Campeonato Asiático |                              |                   |                  |
| Año                 | Lugar                        | Medalla           | Categoría        |
| 2018                | Ciudad Ho Chi Minh (Vietnam) | Medalla de bronce | –58 kg           |